# Lactobacillus
O lactobacilo (Lactobacillus) é um género de bactérias, gram-positivas e anaeróbia facultativa ou microaerofílicas, em forma de bastonete.

## Espécies
- L. acetotolerans
- L. acidifarinae
- L. acidipiscis
- L. acidophilus
- L. agilis
- L. algidus
- L. alimentarius
- L. amylolyticus
- L. amylophilus
- L. amylotrophicus
- L. amylovorus
- L. animalis
- L. antri
- L. apodemi
- L. aviarius
- L. bifermentans
- L. brevis
- L. buchneri
- L. bulgaricus
- L. camelliae
- L. casei
- L. catenaformis
- L. ceti
- L. coleohominis
- L. collinoides
- L. composti
- L. concavus
- L. coryniformis
- L. crispatus
- L. crustorum
- L. curvatus
- L. delbrueckii subsp. delbrueckii
- L. delbrueckii subsp. bulgaricus
- L. delbrueckii subsp. lactis
- L. dextrinicus
- L. diolivorans
- L. equi
- L. equigenerosi
- L. farraginis
- L. farciminis
- L. fermentum
- L. fornicalis
- L. fructivorans
- L. frumenti
- L. fuchuensis
- L. gallinarum
- L. gasseri
- L. gastricus
- L. ghanensis
- L. graminis
- L. hammesii
- L. hamsteri
- L. harbinensis
- L. hayakitensis
- L. helveticus
- L. hilgardii
- L. homohiochii
- L. iners
- L. ingluviei
- L. intestinalis
- L. jensenii
- L. johnsonii
- L. kalixensis
- L. kefiranofaciens
- L. kefiri
- L. kimchii
- L. kitasatonis
- L. kunkeei
- L. leichmannii
- L. lindneri
- L. malefermentans
- L. mali
- L. manihotivorans
- L. mindensis
- L. mucosae
- L. murinus
- L. nagelii
- L. namurensis
- L. nantensis
- L. oligofermentans
- L. oris
- L. panis
- L. pantheris
- L. parabrevis
- L. parabuchneri
- L. paracollinoides
- L. parafarraginis
- L. parakefiri
- L. paralimentarius
- L. paraplantarum
- L. pentosus
- L. perolens
- L. plantarum
- L. pontis
- L. psittaci
- L. rennini
- L. reuteri
- L. rhamnosus
- L. rimae
- L. rogosae
- L. rossiae
- L. ruminis
- L. saerimneri
- L. sakei
- L. salivarius
- L. sanfranciscensis
- L. satsumensis
- L. secaliphilus
- L. sharpeae
- L. siliginis
- L. spicheri
- L. suebicus
- L. thailandensis
- L. ultunensis
- L. vaccinostercus
- L. vaginalis
- L. versmoldensis
- L. vini
- L. vitulinus
- L. zeae
- L. zymae